# Thijs Boermans
Pour les articles homonymes, voir Boermans.
 (janvier 2019).
Si vous disposez d'ouvrages ou d'articles de référence ou si vous connaissez des sites web de qualité traitant du thème abordé ici, merci de compléter l'article en donnant les références utiles à sa vérifiabilité et en les liant à la section « Notes et références ».
Thijs Boermans est un acteur néerlandais, né le 28 septembre 1996 aux Pays-Bas.

## Biographie
Thijs Boermans naît le 28 septembre 1996 aux Pays-Bas. Son père, Theu Boermans, est un acteur et sa mère, Paula van der Oest, réalisatrice. Il a un demi-frère, le réalisateur Bobby Boermans, et une sœur, l'actrice Antje Boermans.

## Filmographie

### Cinéma

#### Longs métrages
- 2016 : De Held (nl) de Menno Meyjes : Mich Edelman
- 2016 : Trollie: The Great Rescue de Gert Embrechts : Lucas
- 2017 : Kleine IJstijd (nl) de Paula van der Oest : Davy
- 2019 : Vals (nl) de Dennis Bots : Jeroen
- 2019 : Nachtwacht: Het duistere hart (nl) de Gert-Jan Booy : Sylvar
- 2023 : All Inclusive (nl) d'Aniëlle Webster : Rogee
- 2024 : Buenas Chicas (nl) de Pim van Hoeve : Rogier
- 2025 : iHostage de Bobby Boermans : Matthijs

#### Courts métrages
- 2014 : Gameboy de Giancarlo Sanchez : Thijs
- 2020 : Laatste Rit d'Edson da Conceicao : le garçon du taxi
- 2021 : Boys Feels: I Love Trouble de Michaël Dichter, Simon Guélat et Giancarlo Sanchez : Thijs

### Télévision

#### Téléfilm
- 2015 : De Leerling (nl) de Rutger Veenstra : Benny

#### Séries télévisées
- 2015 : Noord Zuid (nl) : Philip (3 épisodes)
- 2015 : Trollie : Lucas (10 épisodes)
- 2015-2016 : Tessa : David (4 épisodes)
- 2016 : Centraal Medisch Centrum (nl) : Joshua Kramer (5 épisodes)
- 2016 : La Famiglia (nl) : Tommy (saison 1, épisode 9 : We Must Ensure That There Will Never Be Born Another Esposito Again)
- 2017-2018 : SpangaS : Lamar (45 épisodes)
- 2018 : Flikken Maastricht : Bastiaan Coolen (saison 12, épisode 5 : Bedrogen)
- 2019 : Oogappels (nl) : Joris (4 épisodes)
- 2019 : Women of the Night (Keizersvrouwen) : Tito Konijn (3 épisodes)
- 2020 : Oorlog-stories : Freek
- 2021 : Follow de SOA : Rem (saison 1, épisode 3 : Echt lekkere schiettieten)
- 2022 : WTF!? : Jesse
- 2023-2024 : Goede tijden, slechte tijden : Jonathan Segers